# Littorina lineolata
Littorina lineolata är en snäckart som beskrevs av D'Orbigny 1840. Littorina lineolata ingår i släktet Littorina och familjen strandsnäckor. Inga underarter finns listade i Catalogue of Life.